# Soligny-la-Trappe
Soligny-la-Trappe – miejscowość i gmina we Francji, w regionie Normandia, w departamencie Orne.
Według danych na rok 1990 gminę zamieszkiwały 624 osoby, a gęstość zaludnienia wynosiła 32 osoby/km² (wśród 1815 gmin Dolnej Normandii Soligny-la-Trappe plasuje się na 360. miejscu pod względem liczby ludności, natomiast pod względem powierzchni na miejscu 129.).